# Diana av Gabii

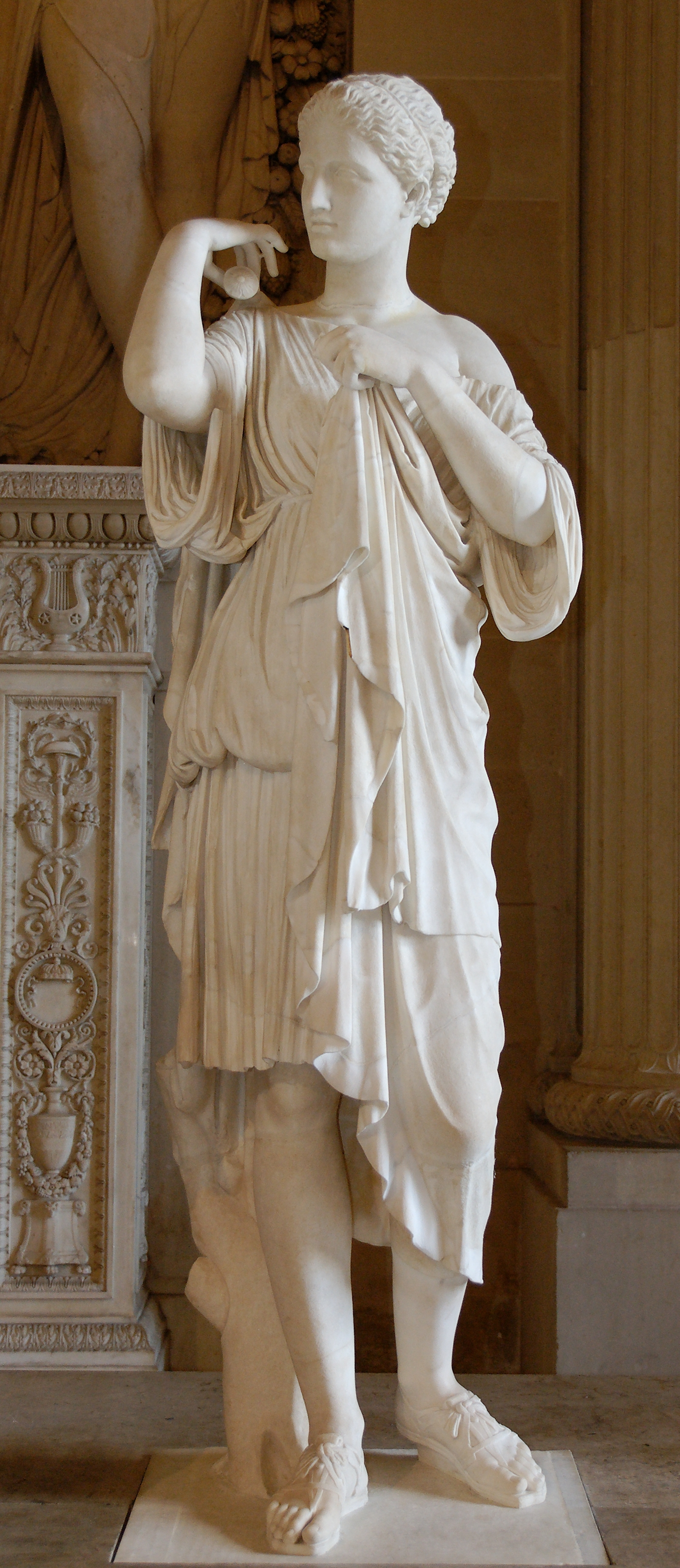
Diana av Gabii.

Diana av Gabii är det nuvarande namnet på en antik staty av en kvinna i kort draperad klädnad, som förvaras i Louvren i Paris under numret Ma 529. Statyn identifieras som en avbildning av gudinnan Artemis (av romarna kallad Diana) och har traditionellt tillskrivits skulptören Praxiteles, även om detta har ifrågasatts. 

## Historia
Diana av Gabii påträffades år 1792 av konstnären och arkeologen Gavin Hamilton på mark tillhörig släkten Borghese vid Gabii utanför Rom och såldes år 1807 av familjen Borghese till Napoleon; den har varit utställd på Louvren sedan 1820. Statyn var populär under 1800-talet, när kopior av den såldes som prydnadsfiguriner.

## Beskrivning
Statyn visar en kvinna i färd med att klä sig i kiton, en knälång klädnad med vida ärmar, som var typisk för Artemis. Tyngden vilar på det högra benet, som stöds av en stubbe, medan den vänstra foten bara lätt stödjer sig på marken. Hon avbildas då hon är i färd med att fästa den högra ärmen, samtidigt som den vänstra armen och axeln blottas. Hennes huvud är vänt mot höger, men blicken och ansiktet är riktad mot fjärran snarare än mot den handling hon utför, vilket är typiskt för den andra klassiska perioden. Hennes vågiga hår är draget bakåt och fäst i en knut med ett band. 

## Bakgrund
Enligt Pausanias utförde Praxiteles en staty av Artemis Brauronia för det mindre Artemis-templet i tempelområdet Akropolis i Aten. En inventarieförteckning från 347 f.Kr. beskriver också en kultstaty som visar Artemis klädd i kiton. Det är också känt att kulten kring Artemis innebar att flickor rituellt offrade kläder till Artemis. Statyn ska alltså visa hur gudinnan ikläder sig de offergåvor som givits till henne av hennes gudstjänstbesökare.